# Erzeparchie Kottayam
Die Erzeparchie Kottayam (lat.: Archieparchia Kottayamensis) ist eine in Indien gelegene Personaldiözese der Knananiten innerhalb der syro-malabarischen Kirche mit Sitz in Kottayam, Kerala.

## Geschichte
Um 350 zogen 72 Familien von Judenchristen mit ihrem Führer, dem reichen Kaufmann Thomas von Kynai (auch Thomas von Kana), einem Bischof namens Uraha Mar Yousef und mehreren Klerikern aus ihrer persischen Heimat an die Malabarküste nach Südindien. Kynai oder Kana lag ca. 70 km südlich des heutigen Bagdad.
In Malabar, dem jetzigen Kerala, lebten zu dieser Zeit die aus apostolischer Zeit herrührenden, auf die Missionstätigkeit des Apostels Thomas zurückgehenden Thomaschristen. Auch bei ihnen bestanden starke judenchristliche Traditionen, da der Apostel zunächst unter seinen dort als Gewürzhändler ansässigen Landsleuten missioniert hatte. Die Judenchristen vermischten sich jedoch schnell mit neuen Christen aus der indischen Bevölkerung.
Die Zuwanderer unter Thomas von Kana, die Südisten oder Knananiten, waren hingegen stark endogam geprägt. Sie schotteten sich als ethnisch-religiöse Gruppe von den ortsansässigen Thomaschristen, den Nordisten ab, durften nur untereinander heiraten, hatten ihre eigenen Pfarreien und verkehrten weitgehend nur unter ihresgleichen. So blieb es auch unter der portugiesischen Kolonialherrschaft und bei der späteren Spaltung der gesamten Thomaschristen in einen größeren katholischen und in einen kleineren autokephalen Teil. In beiden Lagern lebten die Knananiten wieder abgesondert und endogam, sie akzeptierten als Seelsorger nur Geistliche aus ihrer Volksgruppe.
Ab 1887 wurden in Indien alle Thomaschristen generell aus der lateinischen Jurisdiktion herausgelöst und es wurden für sie (unter lateinischen Titularbischöfen) die beiden Apostolischen Vikariate Trichur und Kottayam geschaffen, die man 1896 in die drei Vikariate Trichur, Ernakulam und Changanacherry umwandelte. In jenem Jahr traten erstmals syro-malabarische Titularbischöfe als Apostolische Vikare an die Spitze der Sprengel.
Das 1896 aufgelöste Vikariat Kottayam wurde am 29. August 1911 von Papst Pius X. mit der Apostolischen Konstitution In universi christiani wiedererrichtet, jedoch nun als reines Personalvikariat für die Gruppe der Knananiten unter den katholischen Thomaschristen; diese besaßen bisher lediglich eigene Pfarreien in diversen Bistümern, wobei sie in der Gegend um Kottayam am stärksten vertreten waren.
Am 21. Dezember 1923 wandelte Papst Pius XI. dieses Vikariat durch die Apostolische Konstitution Romani Pontifices zur regulären Diözese (Eparchie) um; Papst Benedikt XVI. erhob sie am 12. Mai 2005 zur Erzeparchie.
Es handelt sich um eine Personaldiözese, die – unabhängig vom Wohnort – für alle Knananiten innerhalb der syro-malabarischen Kirche zuständig ist; diese leben jedoch mehrheitlich im Gebiet um Kottayam.

## Ordinarien

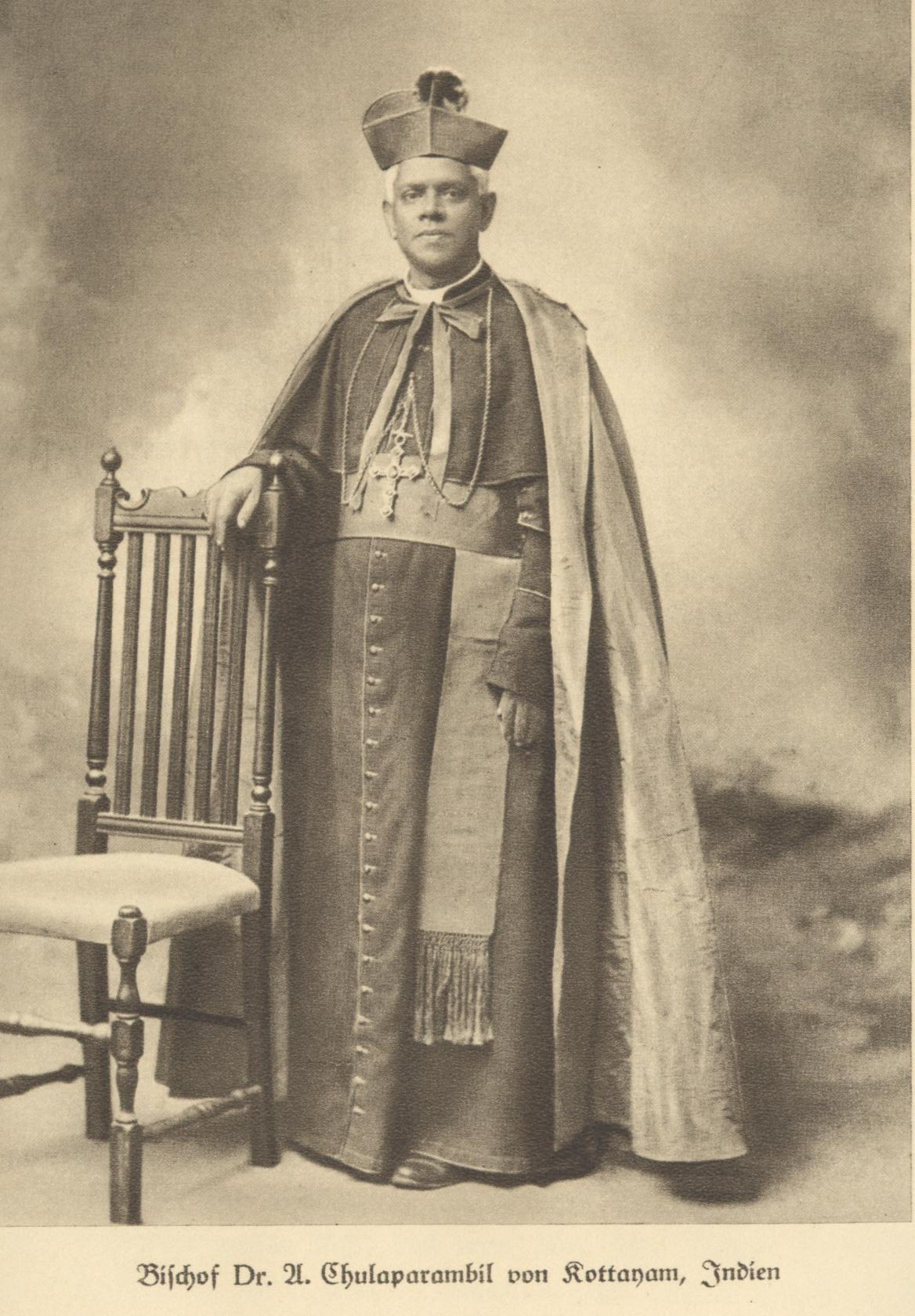
Mar Alexander Chulaparambil, der erste Diözesanbischof von Kottayam

### Apostolische Vikare von Kottayam
- Charles Lavigne SJ, 1887–1896
- Mathew Makil, 1911–1914
- Alexander Chulaparambil, 1914–1923

### Bischöfe der Eparchie Kottayam
- Alexander Chulaparambil, 1923–1951
- Thomas Tharayil, 1951–1974
- Kuriakose Kunnacherry, 1974–2005

### Erzbischöfe der Erzeparchie Kottayam
- Kuriakose Kunnacherry, 2005–2006
- Mathew Moolakkattu OSB, seit 2006